# Emilio Gallegos
Emilio Gallegos Sánchez (ur. 20 marca 1954 w Celayi) – meksykański piłkarz występujący na pozycji lewego obrońcy, trener piłkarski.

## Kariera klubowa
Gallegos urodził się w Celayi w stanie Guanajuato, jednak jako małe dziecko przeprowadził się z rodziną do stołecznego miasta Meksyk. Wychowywał się w dzielnicy Xochimilco w ubogich warunkach materialnych. Jego ojciec był entuzjastą baseballu. Gdy Gallegos występował w reprezentacji Xochilimco, jego talent zauważył Alfonso Portugal, asystent trenera w reprezentacji Meksyku amatorów, powołując go do swojej drużyny. Początkowo występował na pozycji napastnika, jednak ostatecznie przekwalifikowano go na lewego obrońcę.
Karierę klubową Gallegos rozpoczynał w stołecznym Cruz Azul, z którego był następnie wypożyczany do CD Zacatepec i Unión de Curtidores. Jego ostatnim klubem był Atlante FC. Przez całą karierę zmagał się z problemami zdrowotnymi i z powodu kontuzji więzadeł krzyżowych został zmuszony do zaprzestania gry w piłkę już w wieku 25 lat.

## Kariera reprezentacyjna
W połowie lat 70. Gallegos występował w reprezentacji Meksyku amatorów, u boku zawodników takich jak Hugo Sánchez, Víctor Rangel, Mario Carrillo czy Héctor Tapia. W marcu 1974 wziął udział w igrzyskach Ameryki Środkowej i Karaibów w Santo Domingo, gdzie zajął wraz z kadrą czwarte miejsce. W 1975 roku został powołany na dwa towarzyskie turnieje we Francji – turniej w Cannes i turniej w Tulonie. Meksykanie wygrali pierwszy z nich. 
W październiku 1975 Gallegos razem ze swoją reprezentacją zdobył złoty medal na igrzyskach panamerykańskich w Meksyku, jednak nie rozegrał żadnego spotkania na męskim turnieju piłkarskim. Następnie występował w północnoamerykańskich kwalifikacjach do igrzysk olimpijskich w Montrealu, które Meksyk wygrał i awansował na olimpiadę. Gallegos nie znalazł się jednak w składzie na igrzyska.

## Kariera trenerska
Po zakończeniu kariery piłkarskiej Gallegos ukończył kurs trenerski w Escuela Nacional de Directores Técnicos (ENDIT), oficjalnej szkole trenerskiej FMF. W późniejszym czasie wyrobił również licencję trenerską RFEF. W sezonie 1989/1990 awansował do drugiej ligi meksykańskiej z drużyną Brujos de Zitlaltepec, a później powtórzył ten sukces jako trener klubu Cachorros de Zamora. W 1993 roku był członkiem sztabu szkoleniowego reprezentacji Meksyku U-20 podczas igrzysk Ameryki Środkowej i Karaibów w Ponce, gdzie jego kadra zdobyła srebrny medal. W połowie lat 90. został doradcą ds. sportowych i trenerem trzecioligowego klubu Delfines de Xalapa. Zdecydował się wówczas zamieszkać w stanie Veracruz na stałe. W kolejnych latach trenował trzecioligowe drużyny CF Cuautitlán, Guerreros de Acapulco i Pioneros de Cancún.
Następnie Gallegos został trenerem rezerw występującego w najwyższej klasie rozgrywkowej klubu Tiburones Rojos de Veracruz. W lutym 2006, po odejściu Alfredo Teny, tymczasowo został szkoleniowcem pierwszego zespołu. Zanotował w tej roli zwycięstwo i remis, a następnie powrócił do pracy z rezerwami, z którymi wywalczył mistrzostwo Meksyku (Clausura 2006). W lutym 2007 ponownie został trenerem pierwszego zespołu, tym razem zastępując na tym stanowisku Pedro Monzóna. Zarząd klubu zdecydował się go zwolnić już po niecałym miesiącu.
Później Gallegos prowadził czwartoligowy Lanceros de Cosoleacaque, po czym objął funkcję dyrektora jednej z akademii piłkarskich w Xalapie. Następnie przez wiele lat był związany z Universidad Veracruzana jako trener uczelnianej drużyny piłkarskiej Halcones. Zdobył z nią brązowy (2012) i złoty medal (2015) na ogólnokrajowej uniwersjadzie. W 2015 roku był członkiem sztabu szkoleniowego piłkarskiej reprezentacji Meksyku podczas letniej uniwersjady w Gwangju (faza grupowa).